# Архиепархия Святого Иоанна Крестителя в Куритибе
Архиепархия Святого Иоанна Крестителя в Куритибе (лат. Archieparchia Sancti Ioannis Baptistae Curitibensis Ucrainorum, укр. Куритибська архієпархія святого Івана Хрестителя УГКЦ) — архиепархия Украинской грекокатолической церкви с центром в городе Куритиба, Бразилия. В митрополию Куритибы входит Епархия Непорочного Зачатия Пресвятой Девы Марии в Прудентополисе. Кафедральным собором епархии Святого Иоанна Крестителя в Куритибе является церковь святого Иоанна Крестителя.

## История
30 мая 1962 года римский папа Иоанн XXIII выпустил буллу Qui divino consilio, которой учредил апостольский экзархат Украинской грекокатолической церкви для проживающих в Бразилии. Апостольский экзархат был выделен из ординариата Бразилии для верных восточного обряда.
29 ноября 1971 года апостольский экзархат был преобразован в епархию Святого Иоанна Крестителя в Куритибе.
12 мая 2014 года римский папа Франциск возвёл епархию Святого Иоанна Крестителя в Куритибе в ранг архиепархии-митрополии, выделив из неё новую епархию Непорочного Зачатия Девы Марии в Прудентополисе.

## Ординарии епархии
- епископ Иосиф Мартынец (30.05.1962 — 10.03.1978);
- епископ Ефрем Крывый (10.03.1978 — 13.12.2006);
- архиепископ Владимир Ковбыч (13.12.2006 — по настоящее время).